# Roselle (Grosseto)
Roselle is een plaats (frazione) in de Italiaanse gemeente Grosseto.
Roselle was ooit een belangrijke Etruskische en Romeinse stad. Het was een bisdom tot 1138, toen het hoofdkantoor werd verplaatst naar Grosseto.
De overblijfselen van de oude stad zijn zichtbaar in het archeologische park.